# SMS H 147
H 147 – niemiecki niszczyciel z okresu I wojny światowej. Trzecia jednostka typu H 145. Okręt wyposażony w trzy kotły parowe opalane ropą. Zapas paliwa 332 ton. Po wojnie przekazany Francji w ramach reparacji wojennych. Wcielony do Marine nationale pod nazwą Marcel Delage. Złomowany w 1935 roku.